# Heteroserolis tropica
Heteroserolis tropica is een pissebed uit de familie Serolidae. De wetenschappelijke naam van de soort is voor het eerst geldig gepubliceerd in 1976 door Glynn.